# Zguba
Zguba (418 m n.p.m.) – wzniesienie na Wzgórzach Gilowskich, w Wzgórzach Niemczańsko-Strzelińskich.

## Położenie
Wzniesienie położone jest w obszarze chronionego krajobrazu w północno-wschodniej części Wzgórz Gilowskich około 4 km na wschód od miejscowości Dzierżoniów, po północnej stronie drogi lokalnej Dzierżoniów – Niemcza.
Wzniesienie zbudowane jest z migmatytów i gnejsów warstewkowych smużystych z lokalnymi soczewami amfibolitów drobnoziarnistych laminowanych i średnioziarnistych masywnych. Są to utwory proterozoiczno-staropaleozoiczne metamorfiku Gór Sowich. Jest to kopulaste wzniesienie o łagodnych zboczach z wyraźnie zaznaczoną zaokrągloną częścią szczytową. Wzniesienie w całości porośnięte jest wyżynnym lasem mieszanym. Na szczycie znajdują się resztki kamiennego kręgu o wysokości około pół metra. Na jednej z przedwojennych map oznaczono tę konstrukcję jako okrągły wał (niem. Ringwall). Po północnej stronie góry położona jest miejscowość Byszów.

## Historia
Ze Zgubą związana jest XVIII-wieczna notka kronikarska, dotycząca stoczonej w pobliżu góry 16 sierpnia 1762 r. bitwy pomiędzy Prusakami a Austriakami, według zapisów kroniki na polu bitwy zwanej „Bitwą pod Rybakiem”. Pod koniec pierwszego dnia walk pojawił się król pruski Fryderyk Wielki, który pozostał wraz ze swoimi żołnierzami na polu bitwy całą noc. Jego obóz miał się znajdować na Zgubie.

## Turystyka
W pobliżu szczytu góry przechodzi pieszy szlak turystyczny:
 – żółty szlak łączący z Wzgórza Niemczańsko-Strzelińskie z Górami Sowimi.